# Богатищево (посёлок, городской округ Кашира)
Богатищево — посёлок в городском округе Кашира Московской области России.

## География
С северо-восточной стороны посёлка находится одноимённая железнодорожная станция Богатищево Московской железной дороги с прямыми электропоездами до Москвы.

## История
В 1994—2006 годах — центр Топкановского сельского округа.
В 2003 году посёлок получил известность в прессе в связи с конфликтом между голландской компанией, скупавшей земли у жителей, и местными властями.
До 2015 года — административный центр упразднённого сельского поселения Топкановское.

## Население
| 2002 | 2010  |
| ---- | ----- |
| 1751 | ↘1605 |

## Экономика
В посёлке находятся птицефабрика «Птицевод» (закрыта в 2000 году), школа.
Путевое хозяйство Московской железной дороги. Действует железнодорожная станция Богатищево.

## Транспорт
Посёлок доступен автомобильным и железнодорожным транспортом.